# Pablo Pinillos
Pablo Pinillos Caro (Murillo de Río Leza, La Rioja, 9 de julio de 1974) es un exfutbolista español. Jugaba de lateral derecho y su último equipo fue el Racing de Santander  Grupo II de la Segunda División B de España.

## Trayectoria
Pinillos es lo que se puede llamar un "currante" del fútbol, ya que en sus comienzos compaginó sus entrenamientos con el trabajo de albañil.
Debutó en primera el 11 de enero de 1998 con el Real Club Deportivo de La Coruña en el partido contra el Club Deportivo Tenerife, con el resultado de 1 a 0 para los gallegos, equipo en el que apenas jugó (pasó mucho tiempo con el equipo B).
En el año 2000, en el Sociedad Deportiva Compostela, estuvo con sus compañeros siete meses sin cobrar y que al final, no dudaron en posar desnudos para una revista y de esta forma denunciar la situación que se vivía en aquel vestuario.
Con el Levante UD, Pinillos consiguió el ascenso a primera en la temporada 2003-04. Allí coincidió con Manolo Preciado, gracias a lo cual el entrenador lo llamó en su segunda temporada como entrenador del Racing.
Eventualmente, Pinillos se convirtió en uno de los pilares del equipo cántabro, siendo además uno de sus capitanes.
Marcó su primer gol en Primera División el 26 de abril de 2009, en el partido Athletic Bilbao 2 - Racing 1.
El 10 de marzo de 2011 fue premiado con el Trofeo Chisco.
Cerró la temporada 2010 - 2011 con un gol de penalti marcado al Getafe C.F., en los últimos instantes de partido.
El 11 de julio de 2011 se retira del fútbol profesional pasando a formar parte del personal técnico del Racing.

## Clubes
| Club                                 | País   | Temporada | Encuentros disputados | Goles |
| ------------------------------------ | ------ | --------- | --------------------- | ----- |
| Club Deportivo Calahorra             | España | 1995-1996 | 35                    | 5     |
| Pontevedra Club de Fútbol            | España | 1996-1997 | 34                    | 0     |
| Real Club Deportivo de La Coruña "B" | España | 1997-1999 | 64                    | 0     |
| Real Club Deportivo de La Coruña     | España | 1997-1998 | 9                     | 0     |
| Club Deportivo Toledo                | España | 1999-2000 | 42                    | 0     |
| Sociedad Deportiva Compostela        | España | 2000-2003 | 114                   | 2     |
| Levante Unión Deportiva              | España | 2003-2005 | 67                    | 0     |
| Racing de Santander                  | España | 2005-2011 | 189                   | 2     |